# Държавно устройство на Индонезия
Индонезия е президентска република.

## Президент
Президентът е ръководител на правителството и върховен главнокомандващ армията.

## Законодателна власт
Законодателният орган в Индонезия е двукамарен парламент.
Горната камара „Съветът на регионалните представители“ се състои от 128 депутати.
Долната камара „Камарата на народните представители“ се състои от 550 депутати.

## Съдебна власт
Съдебната система е подразделена на 3 нива: Върховен съд, Конституционен съд и Съдебна комисия.